# Stefan Kuhn
Stefan Kuhn (* 1. Oktober 1979 in Banff) ist ein ehemaliger kanadischer Skilangläufer.

## Werdegang
Kuhn nahm von 1998 bis 2011 an Wettbewerben der Fédération Internationale de Ski teil. Von 2004 bis 2011 trat er vorwiegend beim Nor-Am Cup an. Dabei gewann er in der Saison 2007/08 die Gesamtwertung. Sein erstes Weltcuprennen absolvierte er im Dezember 2005 in Vernon, welches er aber nicht beendete. Bei der ersten Tour de Ski 2006/07 erreichte er den 49. Platz in der Gesamtwertung. Bei den folgenden nordischen Skiweltmeisterschaften 2007 in Sapporo belegte er den 39. Platz im Sprint und den 38. Rang im 50-km-Massenstartrennen. Bei den kanadischen Skilanglaufmeisterschaften 2008 in Callaghan Valley gewann er über 10 km klassisch. Im November 2008 holte er in Lahti mit dem 15. Platz im Sprint seinen ersten Weltcuppunkt. Dies war auch seine beste Platzierung bei einem Weltcuprennen. Bei den kanadischen Skilanglaufmeisterschaften 2009 gewann er Bronze über 10 km Freistil und Gold über 15 km klassisch. Im Februar 2010 kam er bei den Olympischen Winterspielen 2010 in Vancouver auf den 15. Platz im Sprint. Bei den nordischen Skiweltmeisterschaften 2011 in Oslo errang er den 52. Platz über 15 km klassisch, den 51. Rang im Sprint und den 12. Platz mit der Staffel.

## Weltcup-Statistik
Die Tabelle zeigt die erreichten Platzierungen im Einzelnen.
- 1.–3. Platz: Anzahl der Podiumsplatzierungen
- Top 10: Anzahl der Platzierungen unter den ersten zehn
- Punkteränge: Anzahl der Platzierungen innerhalb der Punkteränge
- Starts: Anzahl gelaufener Rennen in der jeweiligen Disziplin
- Hinweis: Bei den Distanzrennen erfolgt die Einordnung gemäß FIS.

| Platzierung         | Distanzrennen a | Distanzrennen a | Distanzrennen a | Distanzrennen a | Distanzrennen a | Skiathlon Verfolgung | Sprint | Etappen- rennen b | Gesamt | Team c | Team c  |
| Platzierung         | ≤ 5 km          | ≤ 10 km         | ≤ 15 km         | ≤ 30 km         | > 30 km         | Skiathlon Verfolgung | Sprint | Etappen- rennen b | Gesamt | Sprint | Staffel |
| ------------------- | --------------- | --------------- | --------------- | --------------- | --------------- | -------------------- | ------ | ----------------- | ------ | ------ | ------- |
| 1. Platz            |                 |                 |                 |                 |                 |                      |        |                   |        |        |         |
| 2. Platz            |                 |                 |                 |                 |                 |                      |        |                   |        |        |         |
| 3. Platz            |                 |                 |                 |                 |                 |                      |        |                   |        |        |         |
| Top 10              |                 |                 |                 |                 |                 |                      |        |                   |        |        |         |
| Punkteränge         |                 |                 |                 |                 |                 |                      | 6      |                   | 6      | 1      |         |
| Starts              |                 | 2               | 8               | 2               | 1               | 3                    | 22     | 1                 | 39     | 2      |         |
| Stand: Karriereende |                 |                 |                 |                 |                 |                      |        |                   |        |        |         |